# Hokitika
Hokitika är en stad på den nyzeeländska Sydöns västkust, mellan städerna Greymouth och Harihari. Staden var en gång en av de största i landet med anledning av att man hittat guld i området, men hade endast cirka 3 000 invånare år 2006. Hokitika var under storhetstiden huvudstad i den kortlivade provinsen Westland Province fast nu är den dock huvudstad i Westland District.